# Star Trek: The Undiscovered Country
Star Trek: The Undiscovered Country és una pel·lícula de ciència-ficció estatunidenca del 1991 dirigida per Nicholas Meyer, que també va dirigir la segona pel·lícula de Star Trek, La còlera del Khan. És el sisè llargmetratge basat en la sèrie de televisió Star Trek de 1966-1969. Va tenir lloc després dels esdeveniments de Star Trek: L'última frontera, és l'última pel·lícula amb tot el repartiment principal de la sèrie de televisió original. La destrucció de la lluna Klingon Praxis porta l'Imperi Klíngon a buscar la pau amb el seu antic adversari, la Federació; la tripulació de la nau estelar de la Federació USS Enterprise ha de competir contra conspiradors invisibles amb una agenda militarista.
Després de la decepció crítica i comercial de L'última frontera, la següent pel·lícula va ser inicialment planejada com una preqüela, amb actors més joves interpretant la tripulació de l' Enterprise mentre assistien a l'Acadèmia de la Flota Estel·lar. La idea va ser descartada a causa de la reacció negativa del repartiment original i dels fans. Per tal de produir una nova pel·lícula a temps per al 25è aniversari de Star Trek, el director Nicholas Meyer i Denny Martin Flinn van escriure un guió basat en un suggeriment de Leonard Nimoy sobre què passaria si el el Mur caigués a l'espai", tocant els esdeveniments contemporanis de la Guerra Freda.
La fotografia principal va tenir lloc entre l'abril i el setembre de 1991. A causa de la manca d'espai d'escenari sonor al lot de Paramount, moltes escenes es van filmar a Hollywood. Meyer i el director de fotografia Hiro Narita pretenien un estat d'ànim més fosc i dramàtic, alterant els decorats que s'estaven utilitzant per a la sèrie de televisió Star Trek: La nova generació (algunes de les quals havien estat originalment construïdes per a Star Trek: La pel·lícula i utilitzades en pel·lícules posteriors abans de ser reutilitzades per a la sèrie). El productor Steven-Charles Jaffe va dirigir una segona unitat a una glacera d'Alaska que va substituir un gulag klíngon. Cliff Eidelman va produir la partitura de la pel·lícula, que és intencionadament més fosca que les ofertes anteriors de Star Trek.
Star Trek VI: The Undiscovered Country es va estrenar a Amèrica del Nord el 6 de desembre de 1991. Va obtenir crítiques positives, amb publicacions que elogiaven l'actuació alegre, l'ambientació i les referències burlesques, i va tenir un gran rendiment a la taquilla. Va suposar el cap de setmana d'estrena més gran de la sèrie abans de guanyar 96,8 milions de dòlars a tot el món. La pel·lícula va obtenir dues nominacions als Oscar, al Millor Maquillatge i al Millor Efecte de So i és l'única pel·lícula de Star Trek que ha guanyat el Premi Saturn a la millor pel·lícula de ciència-ficció. La pel·lícula s'ha estrenat en diversos formats de mitjans domèstics, inclosa una edició especial per a col·leccionistes el 2004, per a la qual Meyer va fer petites modificacions a la pel·lícula. Va ser seguida per la setena pel·lícula, Star Trek: Generations, el 1994.

## Argument
El 2293, la nau USS Excelsior, comandada pel capità Hikaru Sulu, descobreix que la lluna klíngon de Praxis ha estat destruïda en un accident miner. La pèrdua de Praxis i la consegüent destrucció de la capa d'ozó del món natal dels klíngons fa caure l'Imperi Klíngon. Els klíngons ja no es poden permetre la guerra amb la Federació Unida de Planetes, així que busquen la pau. La Flota Estel·lar envia l'USS Enterprise per reunir-se amb el canceller klíngon Gorkon i acompanyar-lo a les negociacions a la Terra. El capità James T. Kirk, el fill del qual David va ser assassinat pels klingons, s'oposa a la conciliació i es molesta per l'encàrrec.
L'Enterprise i el creuer de batalla de Gorkon es troben i continuen cap a la Terra, amb les dues tripulacions de comandament compartint un àpat tens a bord de l'Enterprise. Més tard aquella nit, l'Enterprise sembla disparar torpedes a la nau klíngon, desactivant la seva gravetat artificial. Durant la confusió, dos homes que portaven vestits espacials de la Flota Estel·lar i botes magnètiques entren a bord de la nau klíngon, maten dos membres de la tripulació klíngon i fereixen mortalment Gorkon abans d'escapar. Kirk es rendeix per evitar el conflicte armat i arriba a bord de la nau klíngon amb el doctor Leonard McCoy en un intent de salvar la vida d'en Gorkon. El canceller mor, i el cap de personal de Gorkon, General Chang, arresta i jutja Kirk i McCoy pel seu assassinat. La parella és declarada culpable per un tribunal klíngon i condemnada a cadena perpètua al planetoide congelat Rura Penthe. Azetbur, la filla de Gorkon es converteix en la nova canceller i continua les negociacions diplomàtiques; per motius de seguretat, la conferència es trasllada i la nova ubicació es manté en secret. Mentre que diversos oficials superiors de la Flota Estel·lar volen rescatar Kirk i McCoy, el president de la Federació es nega a arriscar-se a una guerra a gran escala, fins i tot si la Federació té moltes possibilitats de guanyar. Azetbur també es nega a envair l'espai de la Federació.
Kirk i McCoy arriben a les mines de Rura Penthe i es fan amics d'una metamorfa anomenada Martia, que els ofereix una via d'escapament; en realitat, és un enginy fer que les seves morts concertades semblin accidentals. Un cop revelada la seva traïció, Martia es transforma en el doble de Kirk i lluita contra ell, però els guàrdies de la presó la maten per silenciar els testimonis. Kirk i McCoy són transportats a bord de l'Enterprise pel capità Spock, que havia assumit el comandament i ha emprès una investigació en absència de Kirk. Determinar que l'Enterprise no va disparar els torpedes i que els assassins encara són a bord; la tripulació ha començat a buscar-los. Els dos assassins són trobats morts, assassinats per un altre còmplice desconegut. Kirk i Spock anuncien a la tripulació que els assassins encara són vius i seran interrogats, posant com a esquer al tercer còmplice. Quan el culpable arriba a la infermeria per a eliminar-los, Kirk i Spock descobreixen que l'assassí és la protegida de Spock, Valeris. Per descobrir la identitat dels altres conspiradors, Spock inicia una fusió mental forçada i s'assabenta que un grup d'oficials de la Federació, klíngons i romulans van conspirar per sabotejar les converses de pau. Els torpedes que van impactar el creuer de Gorkon provenien de la nau de Chang, que té l'habilitat única de disparar les seves armes mentre és camuflat.
L' Enterprise i l' Excelsior corren cap a Khitomer, el lloc de les converses de pau. La nau encoberta de Chang ataca i causa greus danys a les dues naus estel·lars. A proposta d'Uhura, Spock i McCoy modifiquen un torpede per concentrar-se en les emissions de gas de gas de la nau de Chang. L'impacte del torpede revela la ubicació de Chang, i l' Enterprise i l' Excelsior destrueixen la seva nau amb una descàrrega de torpedes. La tripulació d'ambdues naus es dirigeix a la conferència i frustra un atemptat contra la vida del president de la Federació.
El Comandament de la Flota Estel·lar ordena a l' "Enterprise" que torni a la Terra per ser donat de baixa. Kirk decideix portar la seva nau en un últim creuer i anota al seu registre que l' Enterprise i una nova tripulació continuaran amb el seu llegat.

## Repartiment
The Undiscovered Country és l'aparició final de tots els principals membres del repartiment de la sèrie de televisió original com a grup. Per als nous personatges, la directora de càsting Mary Jo Slater va carregar la pel·lícula amb tantes estrelles de Hollywood com es podia permetre la producció, inclosa una aparició menor de Christian Slater, el seu fill, com a cadet de la Flota Estel·lar. Meyer estava interessat a seleccionar actors que poguessin projectar i articular sentiments, fins i tot a través d'un maquillatge pesat.:47 El productor Ralph Winter va dir: "No buscàvem algú que digués 'D'acord, ho faré', sinó gent que s'entusiasmés amb el material […] i el tractaria com si fos la pel·lícula més gran que s'ha fet mai.":51
- William Shatner com a James T. Kirk, el capità de l'USS Enterprise. Malgrat el seu odi personal als klíngons per matar el seu fill David, Kirk rep l'ordre d'escortar l'alt canceller klíngon a la Terra. Shatner va pensar que, tot i que dramàtic, el guió feia que Kirk semblés massa prejudiciós.[4]
- Leonard Nimoy com a Spock, l'oficial científic de l'Enterprise i segon al comandament. Spock obre primer negociacions amb els klíngons després de la destrucció de Praxis i acompanya voluntàriament Kirk i l' "Enterprise" per escortar el canceller Gorkon a la Terra.
- DeForest Kelley com a Leonard McCoy, el director mèdic de l' Enterprise. L'aparició de Kelley com a McCoy a The Undiscovered Country va ser el seu darrer paper d'imatge real abans de la seva mort el 1999. Amb Leonard Nimoy com a productor executiu de la pel·lícula, Kelley, de 71 anys, va rebre un pagament de d'un milió de dòlars pel seu paper, assegurant una jubilació còmoda per a l'actor. Kelley i Shatner van rodar les seves escenes de presó al llarg de sis a vuit nits; els dos actors es van conèixer millor que mai.[5]:298–304
- James Doohan com a Montgomery Scott, enginyer en cap a bord de Enterprise. Scott descobreix la roba dels assassins amagada al menjador poc abans que els dos homes es trobin morts.
- George Takei com a Hikaru Sulu, antic timoner de l' Enterprise i ara capità de l'USS Excelsior; tot i haver pres el seu propi comandament, Sulu es manté lleial als seus vells amics i desafia les seves ordres d'ajudar-los. The Undiscovered Country va marcar la primera menció canònica del primer nom de Sulu, que es va esmentar per primera vegada a la novel·la de Vonda McIntyre de 1981 The Entropy Effect.[6] Es va incloure quan Peter David, autor de l'adaptació del cómic de la pel·lícula, va visitar el plató i va convèncer Nicholas Meyer perquè l'inserís.[7]
- Walter Koenig com a Pavel Chekov, pilot i cap de seguretat de l' Enterprise. Chekov troba sang klíngon al costat dels coixinets del transport, el que porta a Spock a ampliar la recerca de la nau.
- Nichelle Nichols com a Uhura, l'oficial de comunicacions de l' Enterprise. Se suposava que Uhura havia de pronunciar un discurs dramàtic en klíngon durant la pel·lícula, però a mitjan producció el discurs es va descartar i es va afegir una escena en què Uhura parlava en klíngon distorsionat mentre estava envoltada de llibres per a més humor. Nichols va protestar contra l'escena, preguntant-se per què encara hi havia llibres al segle XXIII, però va acceptar el canvi ja que seria l'última pel·lícula de Star Trek on apareixeria. Com que era afroamericana, Nichols se sentia incòmode amb alguns dels matisos racials del diàleg. Nichols havia de dir originalment la frase "Endevina qui ve a sopar" quan els klíngons arriben a l' Enterprise; Nichols es va negar a dir la frase, que es va donar al personatge de Koenig a la impressió final.[8] Nichols també es va negar a dir la frase "sí, però t'agradaria que la teva filla es casés amb un [a klíngon]", i es va eliminar de la pel·lícula per complet.[4]
- Kim Cattrall com a Valeris, el nou timoner de l' Enterprise  i la primera vulcaniana a graduar-se al capdavant de la seva promoció a l'Acadèmia de la Flota Estel·lar. Valeris és la protegida del capità Spock, que pretén que sigui la seva substituta. Inicialment, el personatge de Saavik, que va aparèixer de la segona a la quarta pel·lícules de Star Trek, pretenia ser el traïdor, però Gene Roddenberry es va oposar a convertir un personatge estimat pels fans en un vilà. Cattrall no volia ser la tercera actriu a interpretar Saavik (un paper per al qual havia fet una audició original), però va acceptar el paper quan es va convertir en un personatge diferent.[9] Cattrall va escollir l'element Eris del nom del personatge, per a la deessa grega de la lluita, que va ser vulcanitzada per l'addició del "Val" a instàncies del director Nicholas Meyer.[10] Durant el rodatge, Cattrall va participar en una sessió de fotos al pont buit de l' Enterprise, on no portava més que les orelles vulcanianes. Nimoy va arrencar personalment diverses de les fotografies quan es va assabentar de la sessió fotogràfica no autoritzada, perquè temia que perjudiqués la franquícia si mai sortia a la llum.[3]:24

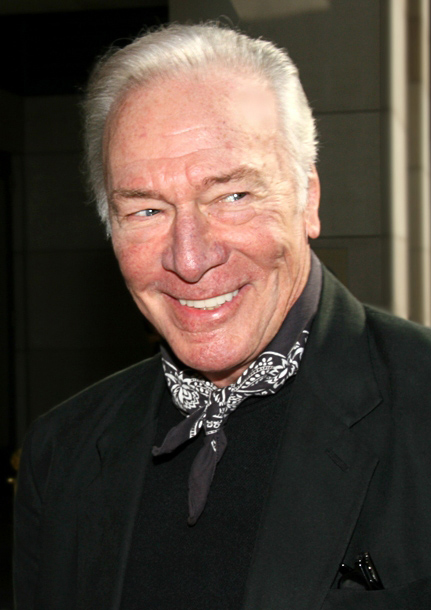
Christopher Plummer havia treballat amb Shatner en obres de ràdio i va demanar un aspecte més humà per al seu personatge, que implicava portar un maquillatge Klingon "menys sever".

- Christopher Plummer havia treballat amb Shatner en obres de ràdio i va demanar un aspecte més humà per al seu personatge, que implicava portar un maquillatge Klingon "menys sever".[11] Christopher Plummer com a Chang, un general klíngon borni que serveix com a cap d'estat major de Gorkon. Plummer i Shatner havien actuat junts en diversos papers d'actuació a Mont-real.[12] Meyer va escriure el paper de Plummer, que inicialment es va mostrar reticent a acceptar-lo.[4]
- David Warner com a Gorkon, el canceller de l'Alt Consell Klingon que espera forjar una pau entre el seu poble i la Federació. El paper de Gorkon es va oferir inicialment a Jack Palance.[3]:47 Warner havia aparegut a la primera pel·lícula de Meyer, la pel·lícula de ciència-ficció de 1979 Els passatgers del temps, i havia interpretat l'ambaixador humà de L'última frontera.[9] El maquillatge de Warner es va fer per semblar-se a Abraham Lincoln,[11] com una altra manera d'humanitzar el líder klíngon, d'altra banda alienígena.[13] Quan es filmava la mort del seu personatge, un gran llum va esclatar i va ploure a trossos sobre Warner i Kelley; una peça pesada gairebé impacta al cap de Warner, que Kelley estava segur que l'hauria matat.[5]:303
- Rosanna DeSoto com Azetbur, la filla del canceller Gorkon que succeeix al seu pare després de la seva mort.
- Iman com a Martia, un extraterrestre que canvia de forma al planeta presó Rura Penthe que porta a Kirk i McCoy a una trampa. Quan Flinn va desenvolupar originalment el personatge, tenia al cap un pirata espacial que va descriure com el "costat fosc de Han Solo". Flinn va imaginar una actriu com Sigourney Weaver en el paper, que era "tan diferent com la nit i el dia" d'Iman.[3]:51 Meyer va descriure Martia com "la dona dels somnis de Kirk", i quan els artistes de maquillatge van saber que Iman va ser seleccionada van decidir millorar el seu elegant aspecte d'ocell amb plomes. Les lents de contacte grogues van completar el look.[14]:55–7
- Brock Peters com a Almirall Cartwright, un oficial d'alt rang de la Flota Estel·lar que protesta amb vehemència per la immigració klíngon a l'espai de la Federació. Peters havia aparegut anteriorment com a Cartwright a Missió salvar la Terra.[9] Meyer va fer que Peters tornés en part per la seva actuació com l'home negre condemnat injustament Tom Robinson a To Kill a Mockingbird. Meyer va pensar que el discurs mordaç de Cartwright seria especialment esgarrifós i significatiu provinent de la boca d'una minoria reconeguda. El contingut del discurs va ser tan repugnant per a Peters que no va poder pronunciar-lo en una sola presa.[4] Peters després va retratar Joseph Sisko, el pare del personatge principal Benjamin Sisko a Star Trek: Deep Space Nine.
- Kurtwood Smith com a president de la Federació
- René Auberjonois com el coronel West, el possible assassí del president de la Federació. Meyer era amic d'Auberjonois i li va oferir l'oportunitat de fer un cameo mesos abans del rodatge. La seva part va ser retallada de la versió cinematogràfica però es va restaurar al vídeo casolà.[15]:173 Auberjonois va interpretar més tard el cap de seguretat Odo a la sèrie Star Trek: Deep Space Nine.
- Michael Dorn com el coronel Worf, l'àrbitre imperial klingon que defensa Kirk i McCoy en el seu judici per la mort de Gorkon. Més tard desenmascara l'assassí klíngon a Khitomer com el coronel West (en el metratge retallat de la versió cinematogràfica però restaurat al vídeo casolà).

## Producció

### Desenvolupament
L'última frontera, la pel·lícula anterior de la sèrie, va ser una decepció crítica i financera; a Paramount li preocupava que la franquícia no es pogués recuperar del cop. Amb l'aproximació del 25è aniversari de la sèrie original el 1991, el productor Harve Bennett va revisar una idea Ralph Winter amb versions joves de Kirk i Spock a l'Acadèmia de la Flota Estel·lar. La preqüela va ser dissenyada per ser una manera de mantenir els personatges, si no els actors, en el que es va anomenar "Top Gun a l'espai exterior". Bennett i l'escriptor de L'última frontera David Loughery van escriure un guió titulat The Academy Years, on el doctor Leonard McCoy parla de com va conèixer Kirk i Spock mentre es dirigeix a un grup de graduats de l'Acadèmia. El guió mostra l'educació de Kirk i Spock, la seva trobada amb McCoy i Montgomery Scott a l'Acadèmia i la derrota d'un vilà abans de separar-se. El guió hauria establert que George Kirk, el pare de James T. Kirk, era un pilot que va desaparèixer —presum que va morir— durant un experiment de curvatura amb Scott. El guió està ambientat abans de la "il·luminació" de la Federació; l'esclavitud i el racisme són comuns, i Spock és assetjat perquè és l'únic estudiant vulcanià. Hi ha cameos de la infermera Christine Chapel al clímax del guió.:35–6

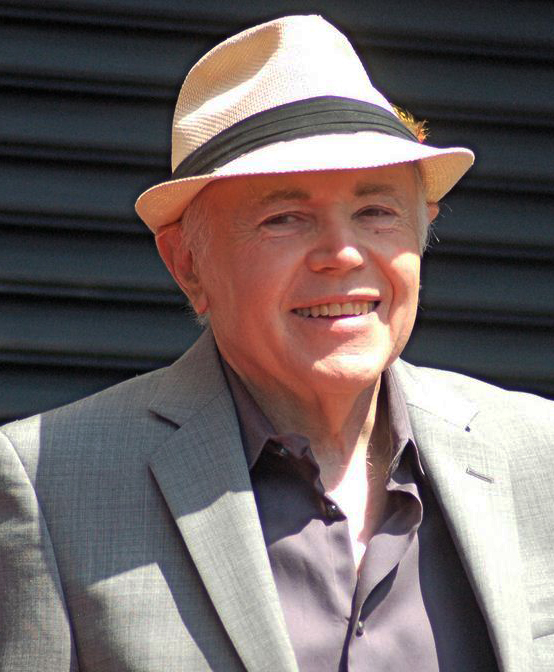
Walter Koenig va escriure un esquema de la història per a la sisena pel·lícula on tots els membres de la tripulació de l' Enterprise, excepte Spock i McCoy, són assassinats.

L'actor James Doohan va afirmar que el cap de Paramount Frank Mancuso havia acomiadat Bennett després de la reacció negativa del repartiment principal, Roddenberry i els fans.:24 Bennett va afirmar que després de reescriure el guió per incloure Shatner i Nimoy, Paramount encara l'havia rebutjat i que va decidir que era hora de deixar la franquícia.:92 Va dir: "El meu mandat havia acabat. Em van oferir 1,5 milions de dòlars per fer Star Trek VI i vaig dir: "Gràcies, no vull fer-ho. Vull fer l'Acadèmia".:24 L'actor Walter Koenig es va acostar a Mancuso amb un nou esquema de guió amb el nom en clau "In Flanders Fields"; en ell, els romulans s'uneixen a la Federació i van a la guerra amb els klíngons. La tripulació de l' Enterprise, excepte Spock, es veu obligada a retirar-se per no complir les proves de condició física. Quan Spock i la seva nova tripulació són capturats per una monstruosa raça d'extraterrestres semblant a un cuc (que Koenig va descriure com "coses de les quals van evolucionar els monstres d' Aliens"), l'antiga tripulació ha de rescatar-los. Al final, tots els personatges, excepte McCoy i Spock, moren.:37
Mancuso va demanar a Leonard Nimoy que concebés la nova pel·lícula per servir com a cant del cigne per al repartiment original. Nimoy, Mark Rosenthal i Lawrence Konner va suggerir que Kirk es trobés amb Jean-Luc Picard, però els productors de Star Trek: La nova generació es van negar a finalitzar el seu programa.:38 A Nicholas Meyer, que va dirigir la còlera del Khan i va coescriure Missió salvar la Terra també li van demanar una idea per a la sisena pel·lícula, però no en tenia cap. Ralph Winter es va incorporar al projecte com a productor poc després de la marxa de Bennett, i va dir que el mandat de Paramount era produir una pel·lícula del 25è aniversari que no costés molts diners.:30
Nimoy va visitar la casa de Meyer i va suggerir: "[I si] el mur caigués a l'espai exterior? Ja saps, els klíngons sempre han estat els nostres substituts dels russos...". Meyer va recordar que va respondre "'Oh, espera un moment! D'acord, comencem amb un Txernòbil intergalàctic! Gran explosió! No tenim més Imperi Klíngon ...!' I després vaig explicar tota la història!" La història incloïa deliberadament referències al clima polític contemporani; el personatge de Gorkon es va basar en Mikhaïl Gorbatxov, mentre que la història de l'assassinat va ser idea de Meyer. Va pensar que era plausible que el líder klingon que es va tornar suau cap a l'enemic fos assassinat com a pacificadors similars al llarg de la història: Anwar Sadat, Mahatma Gandhi, i Abraham Lincoln.
Originalment, Konner i Rosenthal van ser encarregats d'escriure el guió a instàncies de Teddy Zee, llavors un executiu de Paramount, que els havia signat per treballar per a l'estudi. La seva contractació va provocar frecs entre Nimoy i Meyer perquè l'estudi no es va comunicar amb ells dos sobre quin era el paper exacte de Konner i Rosenthal. Ambdós finalment van poder seure amb els dos escriptors i parlar sobre les idees de la història que tenien, de les quals Konner i Rosenthal van prendre extenses notes. Després que produïssin un mínim de material utilitzable, si n'hi havia cap, i semblava poc probable que arribessin a la data límit per començar a filmar, Nimoy va poder reconciliar-se amb Meyer perquè pogués escriure el guió i Konner i Rosenthal marxaren. Més tard van poder guanyar crèdit de la història juntament amb Nimoy a través d'un procés d'arbitratge amb el Sindicat de Guionistes dels Estats Units; Nimoy i Meyer al·leguen que Konner i Rosenthal van enganyar el panell del Gremi presentant les notes que ells dos els havien dictat com el seu propi material original.
La contractació de Meyer per part de Nimoy no sols va ser beneficiosa perquè Meyer coneixia el material i podia escriure ràpidament (després d'haver produït el guió de La còlera del Khan en dotze dies), però si Meyer hagués de dirigir, compensaria qualsevol acritud de Shatner, la ira del qual s'hauria despertat si Nimoy tornés a dirigir la seva tercera pel·lícula Star Trek després de A la recerca de Spock i Missió salvar la Terra.:30 Meyer va dir que quan va començar a treballar en el guió no se li va passar pel cap que dirigiria la pel·lícula. L'esposa de Meyer va ser la primera persona que va suggerir que hauria de dirigir-la.

### Guió
Meyer i el seu amic Denny Martin Flinn van escriure el guió amb els naixents mitjans d'e-mail; Meyer va viure a Europa mentre Flinn es va establir a Los Angeles. La parella va elaborar un sistema en el qual Flinn escriuria tot el dia i després enviava l'esborrany a Meyer, que llegiria i faria revisions. El guió canviava constantment a causa de les demandes del repartiment principal i dels actors secundaris.:30 Flinn era conscient que la pel·lícula seria l'última a presentar el repartiment de la sèrie de televisió original, així que va escriure una obertura que abraçava el pas del temps. A l'obertura, cadascun dels membres de la tripulació s'havia de reunir d'una jubilació infeliç per a una darrera missió. Flinn va recordar que "les escenes demostraven qui eren [els personatges] i què feien quan no estaven a l' Enterprise. […] Va afegir una mica d'humanitat als personatges.:24 En els primers esborranys, Spock interpreta a Poloni en una versió vulcaniana de Hamlet, mentre que Sulu condueix un taxi en una metròpolis superpoblada. L'obertura revisada presentava el capità Sulu traient els seus amics de la seva jubilació: el parador de Spock està classificat; Kirk s'havia d'haver casat amb Carol Marcus (interpretada per Bibi Besch a La còlera del Khan), la mare del seu difunt fill, portant una vida tranquil·la abans que un enviat especial arribés a la seva porta. McCoy està borratxo en un sopar mèdic elegant; Scott està ensenyant enginyeria mentre lAu de Presa de Missió salvar la Terra és tret de la badia de San Francisco; Uhura presenta un programa de ràdio de trucades i s'alegra d'escapar; i Chekov està jugant als escacs en un club.:24–5
L'obertura va ser rebutjada per ser massa cara de filmar; Flinn va esmentar que els llocs exòtics haurien augmentat el pressupost a 50 milions de dòlars. Mentre intentaven aguantar l'obertura tant com podien, Paramount va amenaçar amb cancel·lar la preproducció tret que es reduïssin uns quants milions de dòlars del pressupost.:25
El guió es va acabar l'octubre de 1990, cinc mesos després que Nimoy es va acostar per escriure la història. Es van dedicar alguns mesos elaborant el pressupost; a causa dels decebedors rendiments de taquilla de L'última frontera, Paramount volia mantenir el pressupost de la sisena pel·lícula aproximadament el mateix que el de la pel·lícula anterior, tot i que el guió demanava batalles espacials i nous extraterrestres.:38 Els sous de Shatner, Nimoy i Kelley van ser retallats amb la comprensió que compartirien els beneficis de taquilla. Meyer va estimar que es van passar gairebé dos mesos lluitant amb l'estudi pel pressupost  "Fins a cert punt, gairebé totes les àrees de la producció es van veure afectades per les retallades, però el guió va ser l'únic que no es va convertir en una víctima", va dir Meyer.:41 El pressupost original rondava els 41 milions de dòlars. Tot i que no era car per a una producció de Hollywood, això hauria presentat un risc a causa del nínxol de públic de les pel·lícules de Star Trek i del menor atractiu internacional. El pressupost final va ser de 30 milions de dòlars.
El creador de Star Trek, Gene Roddenberry, que va exercir una influència important malgrat la seva mala salut, odiava el guió.:302 La primera reunió de Meyer amb Roddenberry va provocar que Meyer sortís de l'habitació en cinc minuts. Igual que amb l'anterior pel·lícula Star Trek de Meyer (La còlera del Khan), el guió tenia fortes connotacions militars, amb un tema naval present a tot arreu. Lluny de ser idealitzats, els personatges es mostraven com a fanàtics i defectuosos. En contrast amb la visió del futur de Roddenberry, Meyer va pensar que no hi havia cap evidència que el fanatisme desaparegués al segle XXIII.. Quan Roddenberry va protestar per la vil·litat de Saavik, Meyer va respondre que "Jo vaig crear Saavik. Ella no era de Gene. Si no li agrada el que penso fer amb ella, potser hauria de tornar els diners que ha guanyat amb les meves pel·lícules. Potser llavors m'importarà el que hagi de dir.":303 Després de la tempestuosa primera reunió, un grup que incloia Meyer, Roddenberry i el productor Ralph Winter van discutir l'esborrany revisat. Roddenberry expressaria la seva desaprovació dels elements del guió línia per línia, i ell i Meyer s'enfrontaven sobre ells mentre Winter prenia notes. En general, el to de la reunió va ser conciliador, però els productors finalment van ignorar moltes de les preocupacions de Roddenberry.:588–590 El 13 de febrer de 1991, la pel·lícula es va posar oficialment en producció amb l'acord que seria als cinemes a la fi de l'any.:38

### Disseny

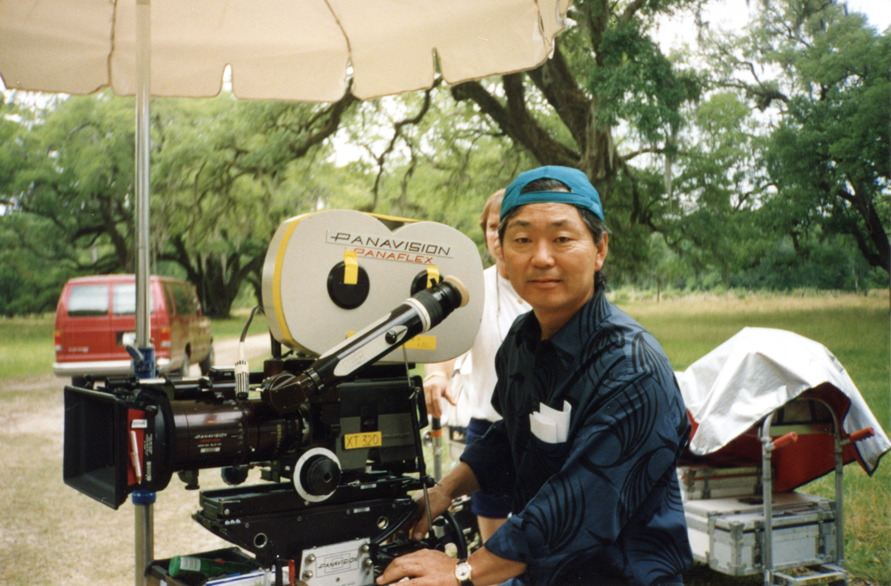
El director de fotografia Hiro Narita

Com va fer quan va dirigir La còlera del Khan, Meyer va intentar modificar l'aspecte de Star Trek per adaptar-lo a la seva visió. El treball anterior del director de fotografia Hiro Narita havia estat en pel·lícules d'efectes com The Rocketeer, on tenia temps i diners per fer una fantàstica època; amb The Undiscovered Country, estava constantment sota pressions de temps i pressupostàries.:42 Tot i que Narita va confessar que no sabia res de Star Trek, Meyer va respondre que no volia que tingués cap idea preconcebuda de les característiques especials de la sèrie.
El supervisor d'efectes visuals, Scott Farrar, va dir que Narita va fer un "bon treball per mantenir [el plató] fosc. Quan entres en una situació escènica de parets d'alumini i metall brillant, pot ser un problema. Però mantenint la llum baixa, veus una mica menys i es torna més textural. Hiro tenia moltes ganes d'evitar aquest aspecte escènic massa brillant.":46 El pressupost significava que molts dels conjunts de l' Enterprise eren reparacions dels que s'utilitzaven a Star Trek: La nova generació. Meyer i el dissenyador de producció Herman Zimmerman només van poder fer petits ajustaments a aquests conjunts, ja que la sèrie de televisió encara estava en producció en el moment del rodatge.
El conjunt utilitzat per a les estances de Spock era el mateix que el de Kirk, però amb l'afegit d'una columna central. El conjunt s'utilitzava aleshores per a l'habitació de Data a La nova generació, i originalment s'havia construït com a estances de Kirk per a Star Trek: La pel·lícula el 1979. . L'estança del transportador també es va reutilitzar de La nova generació, amb alteracions que incloïen l'addició d'un patró brillant al llarg de les parets del transportador inspirat en un dels jerseis de Zimmerman; el conjunt s'havia utilitzat anteriorment a L'última frontera. La cuina era el conjunt utilitzat per a l'oficina de Deanna Troi, el menjador era una reparació de la sala d'observació de l'USS Enterprise-D i l'oficina del president de la Federació era un redisseny de la sala Ten-Forward, les portes exteriors a les quals accidentalment conservaven les seves marques "Enterprise"-D. Els vestits d'alienígenes a la presó de Rura Penthe es van reutilitzar de l'episodi d'estrena de La nova generació "Trobada a Farpoint". El pont de l' Excelsior va ser un redisseny del centre de comandament de l' Enterprise , amb consoles extretes del pont de batalla de l' Enterprise-D per donar la impressió que el Excelsior era una nau més avançada.
Meyer mai havia estat feliç amb els passadissos molt il·luminats i la sensació de l' Enterprise, una insatisfacció que es va estendre al seu treball a La còlera del Khan.:45 Per a The Undiscovered Country, Meyer volia que els interiors de l' Enterprise se sentissin més arenosos i realistes; el metall s'utilitzava per les vores per semblar utilitzat sense semblar colpejat. Els plans de Narita per transformar l'aspecte de l' Enterprise a una escala que no s'havia vist des que La còlera del Khan es van complicar per l'ús necessari dels conjunts existents.:44
Els passadissos es van reduir d'amplada i incloïen separadors de mampares en angle, amb conductes exposats afegits al sostre per transmetre una sensació claustrofòbica que recordava la pel·lícula submarina La caça de l'Octubre Roig.:93 Narita va canviar l'aspecte brillant i suau del pont de l' Enterprise que havia creat Zimmerman per a L'última frontera il·luminant el conjunt de la manera més clara possible. "No volia utilitzar massa fum a l'Enterprise, perquè no volia que acabés semblant-se massa a la nau estelar klíngon. Per això vaig decidir mantenir l'aspecte de l' Enterprise força net, però amb una il·luminació una mica més contrastada", va dir Narita.:44 Meyer va reconèixer que si hagués estat el creador de la franquícia, "Probablement hauria dissenyat un món molt més claustrofòbic perquè és molt més dramàtic.":99
El director va insistir que les etiquetes del panell contenen instruccions descriptives que podrien trobar-se en una nau estel·lar, en lloc de text inventat, greeking o gag. El dissenyador Michael Okuda havia acabat un esquema de les cobertes de l' Enterprise quan Nimoy va assenyalar que havia escrit malament "recuperació"; tot i que Okuda estava bastant segur que ningú més no notaria l'únic error ortogràfic a la impressió, el va haver d'arreglar. Meyer també va prendre una decisió polèmica de presentar una cuina a la pel·lícula, un moviment que va atreure la controvèrsia dels fans. Tot i que la sèrie original esmentava una cuina a l'episodi "Charlie X", abans només s'havien mostrat màquines capaces de sintetitzar aliments..

### Attrezzo i maquetes
Paramount va prendre la decisió d'utilitzar els models de naus existents per al rodatge, és a dir, que els models antics, alguns de més d'una dècada, van haver de ser renovats, adaptats i reutilitzats. Com que algunes naus no s'havien examinat des de feia temps, s'havien desenvolupat problemes elèctrics.:42 El creuer klíngon vist per primera vegada a La pel·lícula de 1979 es va modificar per suggerir una nau insígnia important, amb un disseny acampanat aplicat a la part inferior de la nau. El supervisor d'efectes, William George, va voler diferenciar-lo de les naus anteriors, ja que era un dels pocs models que es podien alterar: "Vam fer una mica d'investigació sobre el vestuari militar i vam plantejar que quan aquestes naus tornen victorioses de la batalla, els klíngons construïen una mena de xarretera a les seves ales o pintaven una nova ratlla". El model es va pintar de marró i vermell i es va gravar a l'aiguafort.:59
Tot i que representava una nau nova, l' Enterprise-A era el mateix model que s'havia utilitzat des de 1979. Poc considerat pels artistes d'efectes anteriors a causa del seu cablejat complicat i el seu volum,les esquerdes de l'Enterprise es van tapar amb massilla i es van polir, i es van refer els circuits interns. Les llums de funcionament del nou model es van adaptar a intensitats similars, estalviant temps als artistes d'efectes perquè les llums es veurien correctes amb una sola passada, en lloc de tres passades requerides anteriorment (per a la cúpula del sensor, llums de funcionament i llums de la finestra). Un desafortunat subproducte de les correccions va ser la pèrdua de l'acabat nacrat característic del model. La lluentor elaborada mai no es va veure a la pantalla (els esquemes d'il·luminació van impedir els reflexos durant la filmació perquè la nau es pogués inserir correctament en els plans d'efectes) i, per tant, quan el model es va tornar a pintar amb tècniques convencionals, l'efecte es va perdre.:42 L'au de presa havia estat danyada pel treball a Missió salvar la Terra, on se suposava que la nau volava al voltant del sol. Per suggerir socarrim, el model s'havia pintat amb ciment de cautxú tenyit de negre, amb l'esperança que aquesta aplicació es fregaria. En lloc d'això, el ciment es va asseure sobre el model i s'havia de netejar a la superfície del model.:50
Greg Jein, més conegut com el constructor de la nau mare extraterrestre de Encontres a la tercera fase, va ser cridat per construir accessoris per a la pel·lícula. Jein era un fan de Star Trek des de feia molt temps que havia construït els accessoris per a L'última frontera, però es va veure obligat a refer els accessoris que des de llavors havien desaparegut misteriosament. Jein va afegir referències a la sèrie de televisió original i altres franquícies de ciència-ficció al llarg dels dissenys d'accessoris; el bastó del guardià de Rura Penthe contenia parts d'una nau espacial de Buck Rogers, mentre que la granota estava detallada amb un puntal de Buckaroo Banzai. Els elements de L'última frontera es van modificar i reutilitzar; Un instrument mèdic de la pel·lícula es va convertir en el test de sang de Chekov, i els fasers d'assalt que es van veure per primera vegada a "L'última frontera" es van convertir en un estàndard.:72–3 El bastó de Gorkon tenia la intenció de ser un os massiu d'una criatura alienígena que havia matat, amb els dissenys fets amb escuma verda i aprovats per Meyer. Dues còpies eren prou fortes per suportar el pes de David Warner; dues altres van ser dissenyades per ser prou lleugeres com per ser penjades de cables per a les escenes de gravetat zero. Com que els fasers klíngon es van redissenyar per a la tercera pel·lícula, les fundes originals ja no s'ajustaven a l'armament; com a resultat, no s'havia vist mai cap klíngon brandant un faser. Meyer va ser inflexible sobre que els actors poguessin desenfundar les seves armes, de manera que les pistoles existents van haver de ser redissenyades. El rifle de franctirador klíngon es va dividir en seccions, amb peces modelades a partir d'armes reals.:74–5

### Maquillatge
Els klíngons van rebre la primera revisió important en disseny des de la seva aparició a La pel·lícula. Dodie Shepard va dissenyar nous uniformes vermells i negres per al canceller Gorkon i el seu personal, ja que es va jutjar que seria impropi que el canceller portés vestits de guerrers comuns. Una altra preocupació era que no hi havia prou d'uniformes del dissenyador Robert Fletcher de La pel·lícula per a tots els klingons de la pel·lícula. Mentre que als klíngons importants se'ls donava pròtesis de diverses capes i crestes de cap úniques, els personatges de fons portaven màscares ja fetes, amb petits retocs als ulls i la boca. Com que era important que les expressions dels actors fossin visibles a través del maquillatge, les aplicacions es van aprimar amb les últimes coles i pintures. Transformar un actor en klíngon trigava tres hores i mitja. El perruquer Jan Alexander va dissenyar trenes i joies que suggerien un poble tribal amb una llarga i apreciada herència.:45
El motiu principal de la diversitat de dissenys, pentinats i aplicacions klíngons va derivar del fet que hi havia més klíngons presentats que en totes les pel·lícules anteriors combinades. Es van utilitzar divuit dissenys únics per als personatges principals, amb altres trenta maquillatges "A", quaranta maquillatges de làtex d'escuma "B" i cinquanta màscares de plàstic de poliuretà per als extres de fons.:70 El maquillador Richard Snell estava a càrrec de les aplicacions dels principals actors klingons. Els dissenys per als fronts provenien de les pròpies idees i companys de feina de Snell, però als actors se'ls va permetre la participació en les aparicions del seu personatge. Christopher Plummer va demanar que el front del seu personatge tingués crestes espinals més suaus que els klingons en pel·lícules anteriors, per semblar únic i humanitzar el seu personatge. Durant les proves de maquillatge, Plummer va preguntar per què el seu personatge no portava perruca, de manera que a Chang se li va donar una petita quantitat de cabells arrossegats al monyo d'un guerrer.:49
Snell va treballar durant diverses nits per redissenyar la part posterior del cap de Chang i afegir-hi més detalls.:71 Aquest canvi de disseny va fer que només es pogués fotografiar la part frontal de Plummer durant els primers dies de rodatge mentre el departament de maquillatge creava aplicacions per cobrir la part posterior del seu cap. Azetbur, interpretada per Rosanna DeSoto, va ser concebuda inicialment com a bàrbars, però Meyer va insistir en una mirada més refinada.:49 Igual que Plummer, DeSoto va sol·licitar crestes més suaus i el resultat va ser, segons l'artista Kenny Myers, una "dona molt regia que simplement era klíngon".

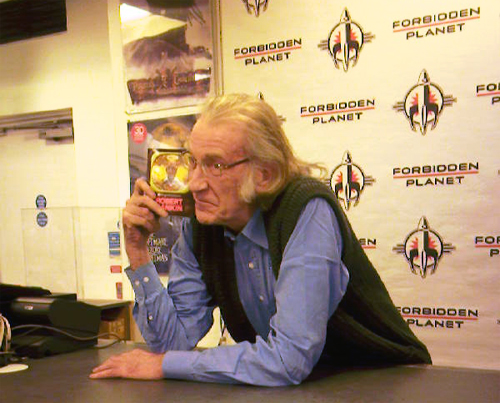
L'actor David Warner (a dalt) va rebre un maquillatge klíngon dissenyat per suggerir subtilment l'Ahab de Melville i el president Abraham Lincoln

Els canvis de disseny van obligar a Kenny Myers a renunciar a la seva altra feina de maquillatge, la de Gorkon de Warner, a Margaret Bessera. L'aparició de Gorkon va preocupar especialment a Meyer, que tenia dos models específics: Ahab i Abraham Lincoln. "A [Meyer] li encanta interpretar els clàssics", va explicar Kenny Myers, "i incorporar aquestes dues imatges va ser realment genial per la seva part. Volia que hi hagués incertesa sobre les veritables intencions de Gorkon. Volia pau o hi havia alguna cosa sinistra a la seva ment? Des de la seva aparença, era impossible saber si era amic o enemic. Subliminalment, hi havia aspectes d'ambdós".:50
Juntament amb els cosmètics klíngon, el supervisor de maquillatge Michael J. Mills es va mantenir ocupat preparant el gran nombre d'altres alienígenes que es demana al guió.:42 Mills i el seu equip van crear l'esforç de maquillatge més gran mai vist fins aleshores en una pel·lícula Star Trek; el maquillatge personalitzat es va aplicar a 22 actors principals i fins a 126 maquillatges protèsics cada dia. Com que les criatures alienígenes tenien un paper tan important a la pel·lícula, hi va haver una empenta concertada per proporcionar prou diners al departament de maquillatge per assegurar-se que el treball complex s'hagués acabat. Segons Mills, "[si] poguéssim demostrar a [Ralph Winter] que necessitàvem alguna cosa per fer el rodatge, llavors ho tindríem". El laboratori de maquillatge va emprar una plantilla de 25 persones i va produir més de 300 pròtesis, des de fronts klíngon fins a orelles vulcanianes i romulanes. El treball en els molts extres va començar a la una del matí per estar preparats per a la crida de les vuit.:44–5
L'equip de producció va anomenar "The Brute" la forma gran i descomunal que assumeix Martia mentre es trobava a la superfície de Rura Penthe. L'aspecte semblant al Yeti de la criatura es basava en una portada Smithsonian d'un Callithrix jacchus. També es va crear per al rodatge de Rura Penthe un klíngon congelat amb una expressió horroritzada. El maquillador Ed French va trobar un capçal klingon de recanvi en poder de Richard Snell i el va enganxar al seu propi cap.:44 Es va utilitzar un repartiment de la seva expressió torturada com a base per al maniquí utilitzat al lloc. Els dissenyadors van utilitzar colors sorprenents i noves tècniques per a alguns dels alienígenes; rls pigments ultraviolats es van utilitzar per crear un alienígena especialment hostil que lluita contra Kirk a Rura Penthe.:53–54
Com que pretenia ser l'última interpretació de Spock per Nimoy, l'actor es va mostrar ferm que la seva aparició fos fidel al disseny original del personatge de Fred Phillips i Charlie Schram dels anys seixanta. Mills va consultar fotos de la sèrie de televisió original com a referència i va crear cinc escultures d'orella abans que Nimoy quedés satisfet. El resultat van ser unes orelles altes amb les puntes apuntant cap endavant, considerablement diferents de l'aspecte arrossegat de Richard Snell per Missió salvar la Terra. El personatge de Valeris va ser dissenyat per tenir un to més ivori que el groc de Spock, amb celles més llises i un tallat de cabells sever afavorit per Meyer. "Ens vam esforçar molt per establir que aquesta és la manera com seria una dona vulcana, una dona vulcana sexy", va dir Mills.:45

### Rodatge
La fotografia principal va tenir lloc entre el 16 d'abril i el 27 de setembre de 1991. La pel·lícula es va rodar en Super 35 en comptes del format anamòrfic, a causa de la flexibilitat més gran de l'enquadrament i la selecció de lents, una profunditat de camp més gran i lents més ràpides.:47 A causa de les retallades pressupostàries, els plans de rodatge es van revisar i reduir constantment, però de vegades això va resultar ser un actiu més que un obstacle. Meyer sovint deia que "l'art prospera amb les restriccions", i Zimmerman va estar d'acord, dient que el disseny i el rodatge van crear un entorn ric que va donar suport i va millorar l'acció.:55
La pel·lícula va utilitzar una barreja de platós fixos i metratge in situ. La producció va patir la manca d'espai disponible al plató; el conjunt de la Seu de la Flota Estel·lar es va construir realment a uns blocs de Paramount Pictures vora l'església presbiteriana de Hollywood. Meyer va copiar una tècnica utilitzada durant el rodatge de Ciutadà Kane, on els cineastes van deixar caure el plató en la foscor per estalviar diners en la construcció.
L'escena del sopar es va rodar en una versió renovada de la sala d'observació de l' Enterprise-D. Al llarg de la paret hi ha retrats de personatges històrics com Abraham Lincoln, el pare de Spock Sarek (Mark Lenard), i un ambaixador andorià sense nom. El menjar preparat per a l'escena era de color blau perquè semblés alien. Cap dels actors volia menjar-se els plats poc apetitosos (sobretot després que maduressin sota les llums calentes de l'estudi), i es va convertir en una broma recurrent entre la tripulació durant el rodatge per fer-los tastar el seu menjar. A causa dels múltiples angles i preses necessàries per a un únic bocat de menjar, Meyer va oferir una recompensa de 20 dòlars per cada tret d'un personatge menjant. Per a Shatner, l'incentiu va ser suficient per convertir-se en l'únic membre del repartiment que va consumir calamars tenyits de violeta. El rodatge va durar diversos dies a causa del que Plummer va anomenar "l'horror" de filmar el sopar.
La sala del tribunal klíngon on Kirk i McCoy són condemnats va ser dissenyada com una arena, amb murs alts i una plataforma central per als acusats. Originalment previst per a la construcció a l'escenari sonor més gran, les retallades en el metratge d'ubicació de Rura Penthe van obligar a construir un conjunt més petit.:55 Es van utilitzar seixanta-sis klíngons per a l'escena, sis actors amb maquillatges personalitzats i quinze més de maquillatge “nivell A”; els dissenys d'alta qualitat es van utilitzar per als klíngons a la primera fila de les grades, mentre que els actors de la part posterior utilitzaven màscares. La il·lusió d'interminables files de klíngons es va crear il·luminant brillantment l'acusat al centre de la sala amb una llum blava brillant, i després deixant que la resta del conjunt caigués a l'ombra.:46 Per donar al conjunt un aspecte més gran, es va crear un tret des de dalt de la sala d'audiència amb miniatures. Inspirat en una escena de Ben-Hur, el supervisor de mat Craig Barron va utilitzar dues-centes nines Worf disponibles comercialment enviades per Ralph Winter. Els klíngons enfadats es van crear balancejant els ninots d'anada i tornada amb motors, agitant els pals il·luminats per bombetes de dotze volts tenyides de vermell. La miniatura de la sala resultant tenia tres metres de llarg.:51

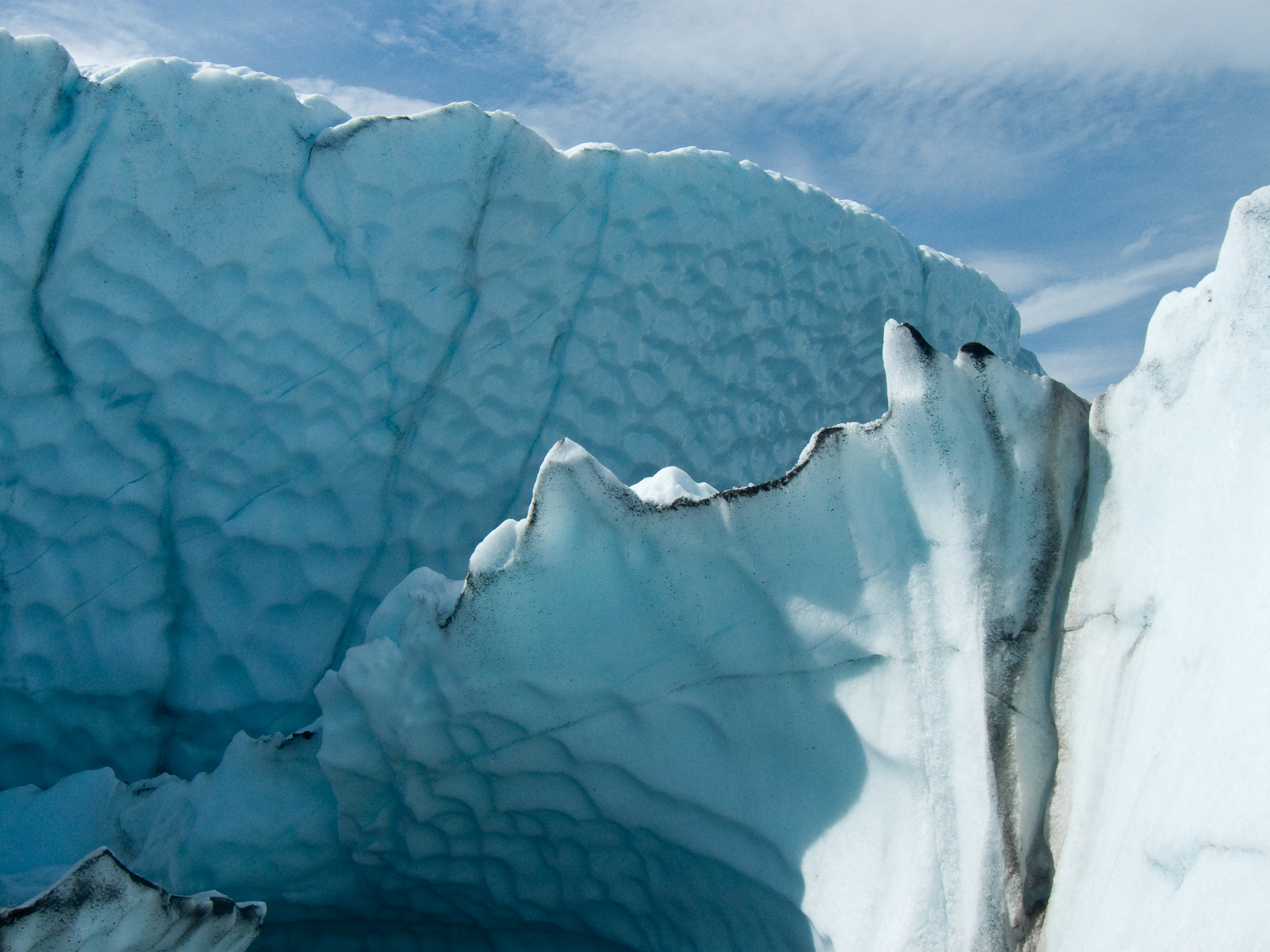
Les glaceres a l'est d'Anchorage com aquesta es van utilitzar per proporcionar un abast espectacular a la fugida de Kirk i McCoy.

Flinn va concebre la colònia penal Rura Penthe com en un món àrid i subdesenvolupat amb alienígenes olorosos; Meyer va suggerir que es convertís en un món de gel. Els plans exteriors de Martia, Kirk i McCoy viatjant per les deixalles congelades van ser filmats al cim d'una glacera a Alaska, quaranta minuts a l'est d'Anchorage. A causa de les limitacions de pressupost i de temps, la segona unitat va tenir l'encàrrec d'obtenir el metratge.:45 La ubicació només era accessible amb helicòpter, i es va explorar mesos abans que comencés el rodatge. El principal problema amb què es va enfrontar la tripulació va ser el fred; al matí, les temperatures van assolir el màxim al voltant de −30 °C, mentre que a mitja tarda sovint baixaven a  −46° C. Els dobles, vestits amb disfresses de llana, estaven en perill d'agafar una pneumònia. El productor de cavernes de gel, Jaffe, havia detectat que s'havien fos parcialment abans de rodar; amb només dos dies i un terç de temps per filmar, la tripulació va haver de fer el millor que podia. Les bateries es van esgotar després d'uns minuts de filmació en fred, i la falta de neu es va compensar deixant caure precipitacions falses a l'escena amb helicòpter.:45
Les escenes amb els personatges principals de Rura Penthe es van filmar en un escenari sonor. Els aficionats massius van bufar neu falsa polsegosa que, segons Shatner, va entrar a "tots els orificis", així com a la càmera. Crear una tempesta de neu falsa va ser un repte; es van barrejar dos tipus de neu plàstica per produir flocs i acumulació de pols. Les revistes de càmera es van canviar fora de l'escenari perquè no hi hagués cap possibilitat que la neu pogués entrar a la pel·lícula; Els membres de la tripulació van trobar la neu als mitjons durant setmanes després.:47
La presó subterrània va ser rodada en coves reals deixades per la mineria al Griffith Park, al Bronson Canyon, anteriorment usat com a Batcova i al serial Flash Gordon de 1930. Es van capturar plans de l'interior de la mina a la nit, de manera que semblava que l'escenari era sota terra. Atès que a Narita i a la seva tripulació no se'ls va permetre perforar forats per a llums als pous de la mina, la il·luminació havia de provenir de llums pràctiques que semblaven formar part del conjunt.:47 La baixada de l'ascensor a les entranyes de la mina es va simular enganxant un llenç de roca fals en el fons de la manivella. Tot i que Zimmerman creia que Shatner odiaria la baralla entre Kirk i el seu doppelgänger, l'actor va gaudir de la seqüència i va contribuir a la coreografia amb els seus coneixements de judo i karate.
La batalla sobre Khitomer va ser una de les últimes seqüències que es van rodar, que va resultar fortuïta perquè el pont de l' Enterprise va ser danyat per les espurnes i explosions simulades. L'embolic d'oficials al set va ser explotat per una seqüència en què el casc de l' Enterprise es veu compromès per un torpede. Quan es va reconstruir el set per utilitzar-lo a La nova generació, es va reconstruir i redissenyar la paret del davant. Mentre que l'interior i els exteriors de la conferència de Khitomer es van filmar a l'Institut Brandeis-Bardin a Califòrnia, la finestra des de la que el coronel West es prepara per assassinar el president va ser un plató separat construït a Paramount. Les imatges de Brandeis, les pintures mate i el fons es van combinar per crear una visió exterior oberta.
La divisió del treball per al rodatge dels models de naus estel·lars va ser decidida ben aviat pels càmeres d'efectes Peter Daulton i Pat Sweeney. Hi havia una quantitat de treball igual si una tripulació feia totes les preses de l' Enterprise i una altra feia les de l'Au de Presa, el creuer Klíngon i l' Excelsior, de manera que els càmera es van girar per decidir qui treballava en quins models. Es van aplicar tècniques antigues i noves per rodar les maquetes. Per assegurar-se que les naus s'insereixen perfectament als camps d'estrelles en postproducció, la tripulació va filmar segones passades amb llum groga sobreexposada, que va reduir el vessament de llum al fons de la pantalla blava. L'ennuvolat groc es va eliminar mitjançant filtració en el procés òptic, i el resultat va ser una vora neta al voltant de les naus.:48
Utilitzant una tècnica pionera a Retorn al futur 2, es va filmar una altra fotografia amb un esquema d'il·luminació diferent. En combinar passos separats de llum principal i llum d'ompliment, els efectes òptics podrien generar qualsevol quantitat de contrast que volguessin sense causar vessament. Com que Paramount va continuar afegint noves preses a l'agenda atapeïda i al pressupost ajustat, alguns elements es van girar per reutilitzar-los, inclosos els camps d'estrelles i una foto de l'Au de Presa disparant.:49 Sempre que era possible, les naus van ser filmades des de sota per reforçar el tema nàutic, amb els seus moviments destinats a recordar al públic els galions o altres grans vaixells mariners.:49–50
L'aproximació al port espacial es va filmar des de sota del model de l'estació, que Bill George va trobar visualment interessant i apropiat. Va sentir que el seguiment d'una llançadora des del planeta evocava 2001: una odissea de l'espai. La llançadora utilitzada a l'escena va ser l'únic model nou creat per a la pel·lícula. Mesurava dotze polzades i es va fabricar en menys d'una setmana. El tret de l' Enterprise sortint del port espacial va ser difícil de produir perquè la miniatura del moll interior havia desaparegut. Les imatges d'arxiu de Missió salvar la Terra es van utilitzar per a una presa per compensar. Com que l'única altra fotografia necessària era el punt de vista de l' Enterprise sortint del port espacial per les portes, va ser l'única secció recreada per a la pel·lícula.:48
L'última escena de la pel·lícula es va organitzar per a l'últim dia de rodatge. Inicialment, se suposava que l'idioma era més fosc i clàssic, però Meyer va fer alguns canvis d'última hora. Flinn va dir que Meyer "estava d'humor optimista", i el director va suggerir que Kirk cités Peter Pan per a les últimes línies::52 "Segona estrella a la dreta, i recte fins al matí". Les emocions van augmentar quan es van rodar els últims plans del repartiment; Shatner va dir: "Quan vam acabar l'última escena, que es va estendre més del que esperàvem, hi va haver una sensació d'irritació. Vam aixecar una copa de xampany, però en realitat tothom estava una mica impacient."

### Efectes
La majoria dels efectes visuals van ser creats per Industrial Light & Magic (ILM) sota la supervisió de Scott Farrar (que anteriorment va exercir com a càmera d'efectes visuals a les tres primeres pel·lícules de Star Trek) i l'animador Wes Takahashi. Després de rebre el guió, ILM va crear storyboards per a les seqüències d'efectes abans de reunir-se amb Meyer i els productors Winter i Steven-Charles Jaffe per parlar de les escenes previstes. Aquestes discussions van començar abans que la pel·lícula tingués llum verda. Les estimacions inicials de costos d'ILM eren superiors al pressupost de Paramount, de manera que per estalviar diners els cineastes van redissenyar algunes preses i en van subcontractar algunes a altres empreses. Els elements de les escenes de gravetat zero van ser gestionats per Pacific Data Images, mentre que els feixos de faser i els efectes del transportador van ser generats per Visual Concept Engineering, una branca d'ILM que havia contribuït a La còlera del Khan i L'última frontera. Malgrat que el recompte global de les preses d'efectes va ser baixat de més de 100 a 51, el projecte encara era gran i va requerir pràcticament tot el personal de l'ILM per completar-se.:58 L'objectiu de Farrar era estalviar els efectes restants; si tres plans fossin semblants, intentarien explicar la història amb només un. L'animàtica barata va proporcionar a Meyer marcadors de posició per tallar la pel·lícula i evitar sorpreses costoses.:41 S'utilitzava material d'arxiu de pel·lícules anteriors sempre que era possible, però sovint era inviable fer-ho; com que l'USS Enterprise original havia estat destruït a A la recerca de Spock, totes les fotos de l'USS Enterprise-A havien de presentar el registre de nauss actualitzat.:42
La divisió de gràfics per ordinador d'ILM va ser responsable de crear tres seqüències, inclosa l'explosió de Praxis.:46 La idea de Meyer per a l'efecte va ser influenciada per L'aventura del Posidó; Farrar va utilitzar imatges d'una onada immensa colpejant el Posidó per informar l'escala de la seva ona de xoc.:49 El departament es va basar en una simulació de reflex de lent per crear una ràfega de plasma composta per dues formes de disc en expansió amb detalls remolins que mapejaven la textura de la superfície.:46
Farrar es va conformar amb l'aspecte preliminar de l'onada, i el supervisor de gràfics Jay Riddle va utilitzar Adobe Photoshop en un Macintosh per establir l'esquema de color final. Inicialment, l'equip va pensar que podrien utilitzar els mateixos mètodes per crear l'ona que colpeja l' Excelsior, però va trobar que no transmetia l'escala de l'ona, en paraules de Riddle, "aquesta cosa havia de semblar realment enorme". La presa es va crear manipulant dues peces corbes de geometria de l'ordinador, ampliant-les a mesura que s'acostaven a la vista de la càmera. Les textures que canviaven cada fotograma es van afegir al cos de l'ona principal i a la part superior d'aquest per fer l'efecte de gran velocitat.:46 El metratge de control de moviment de l'Excelsior es van escanejar al sistema informàtic i es van fer interactuar amb l'ona digital.:42 L'ona de xoc en forma d'anell "Efecte Praxis" de l'ILM es va convertir en una característica habitual a les pel·lícules de ciència-ficció que descriuen la destrucció d'objectes grans, mentre que l'astrònom Philip Plait va suposar que, en realitat, una ona esfèrica seria més probable.
Meyer va tenir la idea de fer que uns assassins amb botes especials matessin un Gorkon sense pes després de buscar una nova manera de "volar pels aires" el personatge a l'espai que no s'havia vist abans. La seqüència final va unir efectes físics i acrobàcies amb gràfics per ordinador. La responsabilitat de gravar les imatges d'imatge real va recaure en la segona unitat sota la direcció de Jaffe. Tot i que la seqüència es va llegir bé al paper, no hi havia prou temps ni diners per fer els efectes "de la manera correcta", per exemple, filmar els actors en una pantalla blava i després inserir-los als passadissos klíngons. Jaffe va assenyalar que el mètode de baixa tecnologia de suspensió dels actors amb cables va ajudar a l'efecte final, ja que, tal com va fotografiar John Fante, es van haver d'eliminar pocs cables digitalment durant la postproducció;:50 els decorats es van construir de manera que la dura il·luminació enfosquissin els cables, i es van construir decorats sencers als seus costats de manera que, tirant els actors cap amunt i cap avall sobre els decorats girats, els personatges semblaven surar de costat. Aquests conjunts estaven en suspensió de Cardan de manera que el moviment dels actors i els decorats creava un efecte flotant. La presa de dos klingons morts i llançats enrere per un passadís per explosions de faser es va simular col·locant la càmera a la part inferior d'un decorat de passadís. El conjunt es va col·locar al seu extrem a l'escenari sonor més alt de Paramount, de manera que la càmera mirava cap al sostre. En aquesta posició, els actors van amagar els cables mentre pujaven pel passadís.
La sang que brolla de les ferides del klíngon es va crear mitjançant imatges generades per ordinador; els animadors s'havien d'assegurar que la sang surés d'una manera convincent mentre encara semblava interessant i no massa gore.:49 L'artista d'efectes va mirar imatges de la NASA de glòbuls d'aigua flotants per informar la física de les partícules de sang. Inicialment, la sang havia de ser de color verd, però els cineastes es van adonar que McCoy s'havia referit a Spock com a sang verda. El color final va ser el violeta, un color que a Meyer no li agradava però que va haver de seguir endavant, perquè la seva primera opció, el vermell, gairebé segur que donaria a la pel·lícula una qualificació R de l'MPAA. La matança inicial del klíngon a la sala del transportador mentre els assassins embarcaven a bord va ser el camp de proves per modificar el color de la sang i com es mouria per la sala. La majoria de les gotes de sang eren "blobbies", grups d'esferes suavitzades per ordinador, creant una forma contínua. Com més separades les esferes, més es podria estirar la forma i fins i tot trencar-se. Els fasers utilitzats a l'escena i al llarg de la pel·lícula van ser versions redissenyades de models anteriors i es van utilitzar per primera vegada a L'última frontera. Els accessoris presentaven llums blaves que s'encenien quan es prem el disparador, de manera que els artistes d'efectes sabien quan afegir els efectes del feix de faser.:50
Per a les seqüències de gravetat zero, l'equip ILM va fer coincidir les explosions de fase de Visual Concepts Engineering pintant a mà l'efecte en Photoshop. ILM va fer retocs menors a les escenes segons calia, afegint llàgrimes de roba on les explosions de faser van colpejar els actors i afegint l'atmosfera klíngon borrosa als objectes renderitzats per ordinador.:50–1 Aquestes escenes de gravetat zero van ser les seqüències més cares de completar-se.
Rura Penthe es va crear amb una barreja de plans de plató i d'ubicació, juntament amb una seqüència d'establiment creada per Matte World. Els personatges van ser rodats en una platja de San Francisco, amb un plàstic blanc sota els peus. Els elements solars es van posar en capes a la fotografia juntament amb un efecte de neu de doble exposició. Es van fer passades addicionals sobre núvols de fibra amb llums darrere per crear una tempesta de llamps al fons.:53
Martia no va ser el primer canviant a Star Trek, però el personatge va ser el primer que es va crear utilitzant la tecnologia morphing digital generada per ordinador. Els efectes, anomenats "morfs", eren revisions més avançades de la tecnologia utilitzada per a pel·lícules com Terminator 2. L'animador John Berton va intentar morfs nous i més complicats, incloent-hi moure la càmera i transformar dos personatges parlant; calia tenir especial cura per alinear correctament els personatges en la fotografia de plaques. Martia es converteix en Kirk mentre parla, requerint lliuraments de línies similars d'Iman i Shatner; Farrar va supervisar la fotografia de plató dels morfs i va fer que els actors diguessin les seves línies sincronitzades mitjançant un altaveu.:49
L'escena de lluita de Kirk amb Martia en forma de Kirk es va rodar majoritàriament amb un doble vestit amb roba semblant; en la majoria dels plans la càmera només permetia veure una de les cares dels combatents. Quan Kirk va parlar amb el seu doble directament, es van combinar dues preses separades de Shatner mirant direccions oposades, amb el moviment de la càmera controlat acuradament perquè la imatge resultant semblés realista.
Per a la batalla espacial final, Bill George va redissenyar els torpedes de fotons perquè tinguessin un nucli més calent i una bengala més gran, perquè va considerar que les armes de les pel·lícules anteriors semblaven "massa boniques".:57 Els torpedes es mouen com a míssils guiats en lloc de bales de canó. George va dir a Farrar que sempre havia volgut veure alguna cosa penetrar a la secció del plat prim de l' Enterprise, així que es va recrear una rèplica del plat i es va fer volar; el model es va penjar cap per avall perquè l'explosió es pogués capgirar per aproximar-se als efectes de gravetat zero. En lloc de destruir el model Au de Presa al clímax, les imatges pirotècniques es van reduir i es van col·locar als llocs adequats per simular explosions ondulants a tota la nau. Es va crear un "model pirològic" especial a partir d'un motlle de goma de l'Au de Presa i va explotar, amb un fosa fent la transició de la nau de control de moviment a la nau pirogènica. ILM sabia que ja hi havia imatges de Chang reaccionant al cop del torpede, però sabia que Meyer no estava satisfet amb el resultat. Utilitzant imatges de Plummer com a referència, l'equip d'efectes va crear un maniquí que va ser detonat a la mateixa posició. Steve Jaffe va dir, "[Editor] Ron Roose i jo vam revisar el metratge per trobar el que equivalen a tres fotogrames utilitzables que podríem utilitzar per dir al públic 'l'hem aconseguit!:57–8

### Música
El pla original de Meyer per a la partitura era adaptar la suite orquestral de Gustav Holst Els planetes. El pla resultava inviablement car, i amb James Horner (compositor de La còlera del  Khan i A la recerca de Spock) i Jerry Goldsmith (compositor de La pel·lícula i L'última frontera) rebutjant la pel·lícula, Meyer va començar a escoltar les cintes de demostració enviades pels compositors. Meyer va descriure la majoria de les demos com a "música de pel·lícula" genèrica, però va quedar intrigat per una cinta d'un jove compositor anomenat Cliff Eidelman. Eidelman, llavors amb 26 anys, havia fet una carrera component per a ballets, televisió i cinema, però malgrat el treball en catorze llargmetratges, cap pel·lícula havia estat l'èxit necessari per impulsar Eidelman a una major fama.:8
En converses amb Eidelman, Meyer va esmentar que, com que les marxes que acompanyaven els títols principals de les anteriors pel·lícules de Star Trek eren tan bones, no tenia gens de ganes de competir amb elles component una obertura bombàstica. Va sentir que, com que la pel·lícula era més fosca que les seves predecessores, com a resultat exigia alguna cosa diferent musicalment. Va esmentar l'obertura de L'ocell de foc d'Igor Stravinsky com a semblant al so presentiment que volia. Dos dies més tard, Eidelman va produir una cinta de la seva idea per al tema principal, reproduïda en un sintetitzador. Meyer va quedar impressionat per la velocitat de l'obra i l'ajust a la seva visió. Meyer es va apropar al productor Steven Charles-Jaffe amb el CD d'Eidelman, que recordava Jaffe a Bernard Herrmann; posteriorment, Eidelman va rebre la tasca de compondre la banda sonora.
Eidelman va començar el projecte creant una recopilació de música de les últimes cinc pel·lícules de Star Trek, i conscientment va evitar inspirar-se en aquestes partitures. "[La recopilació] em va mostrar de què em vaig allunyar, perquè no podia fer James Horner tan bé com James Horner", va dir. Com que va ser contractat al principi de la producció, Eidelman va tenir un temps inusualment llarg per desenvolupar les seves idees i va poder visitar els decorats durant el rodatge. Mentre la pel·lícula estava en producció inicial, Eidelman va treballar en esborranys electrònics de la partitura final, per aplacar els executius que no estaven segurs d'utilitzar un compositor relativament desconegut.:9
Eidelman va afirmar que considera que la ciència-ficció és el gènere més interessant i emocionant per compondre, i que Meyer li va dir que tractés la pel·lícula com un nou començament, en lloc de basar-se en temes antics de Star Trek. Eidelman volia que la música ajudés les imatges; per a Rura Penthe, es va esforçar per crear una atmosfera que reflectís l'escenari aliè i perillós, introduint instruments exòtics per al color. A més d'utilitzar percussió d'arreu del món, Eidelman va tractar el cor com a percussió, amb la traducció al klíngon de "ser, o no ser" ("taH pagh, taHbe") repetint-se en segon pla. El tema de Spock va ser dissenyat per ser una contrapartida etèria del motiu de Kirk i l' Enterprise, amb l'objectiu de captar "la brillantor emocional a l'ull del capità".:10 El dilema intern de Kirk sobre el que li ofereix el futur es va fer ressò en el tema principal: "És Kirk prenent el control per darrera vegada i mentre mira cap a les estrelles torna a tenir l'espurna […] Però hi ha una nota sense resoldre, perquè és molt important que no confii en els klíngons. No vol fer aquest viatge, tot i que hi ha l'espurna que el va superar".:46 Per a la batalla clímax, Eidelman comença la música en silenci, augmentant la intensitat a mesura que avança la batalla.
La banda sonora es va publicar el 10 de desembre de 1991 a través de MCA Records i inclou tretze cançons amb una durada de quaranta-cinc minuts. El 2005, va aparèixer una còpia pirata de la banda sonora amb trenta-sis temes de banda sonora i una durada de prop de setanta minuts. Intrada Records va llançar un conjunt de dos discos el 2012. El primer disc està format per la partitura completa i quatre pistes addicionals. El segon disc conté el material de la versió original de MCA.

## Temes literaris i històrics
L'al·legoria de The Undiscovered Country a la Guerra Freda i les referències a la història literària van ser reconegudes entre els investigadors i els historiadors culturals. Els estudiosos han assenyalat que són els klíngons, no els humans, els que citen William Shakespeare; Gorkon afirma en un moment de la pel·lícula que "No heu experimentat Shakespeare fins que no l'heu llegit en l'original klíngon." En realitat, és al contrari, traduir Shakespeare al klíngon, va resultar problemàtic perquè Marc Okrand no havia creat un verb per a "ser" quan va desenvolupar el llenguatge. L'estudiós de Shakespeare Paul A. Cantor argumenta que aquesta associació és adequada: els klíngons bèl·lics troben les seves coincidències literàries en els personatges Otel·lo, Marc Antoni i Macbeth—però que reforça l'afirmació que el final de la Guerra Freda significa el final de la literatura heroica com la de Shakespeare.:36 Segons Kay Smith, l'ús de Shakespeare té un significat en si mateix i també en deriva un nou significat (subratllant la política cultural a la pel·lícula) per la seva rearticulació en una nova forma. Meyer va dir que la idea de fer que els klíngons reclamessin Shakespeare com a seu es basava en l'intent de l'Alemanya nazi de reclamar el Bard com a alemany abans de la Segona Guerra Mundial.
Segons l'estudiós Larry Kreitzer, The Undiscovered Country té més referències a Shakespeare que qualsevol altra obra d' Star Trek fins almenys 1996.:7 El títol mateix fa al·lusió a Hamlet, Acte III, Escena 1, el famós soliloqui "Ser, o no ser". Meyer havia pensat originalment que La còlera del Khan s'anomenés The Undiscovered Country. Mentre que el país no descobert al qual fa referència a Hamlet (i el seu significat previst a La còlera del Khan) és la mort, l'ús de la frase Star Trek VI fa referència a un futur on els klíngons i els humans coexisteixen en pau.:2
Chang recita la majoria de les línies de Shakespeare utilitzades a la pel·lícula, incloses cites de Romeu i Julieta i Enric IV, Part 2 en les seves paraules de comiat a Kirk després del sopar. Durant el judici de Kirk, Chang es burla de Kirk amb línies de Ricard II. La batalla final sobre Khitomer conté set referències a cinc de les obres de Shakespeare.s.:7 Dues referències s'extreuen de les línies del personatge del títol a Enric V ("Una vegada més a la bretxa"/"El joc està en marxa"), mentre que dues cites més són de Juli Cèsar ("Sóc tan constant com l'Estel del Nord"/"Crida 'estralls!' i deixeu escapar els gossos de la guerra"). Hi ha una única referència a Pròspero de La tempesta ("Les nostres festes ara s'han acabat"), i Chang escurça el discurs de Shylock perjudicat de El mercader de Venècia: "Fes-nos pessigolles, no riem; punxa'ns, no sagnem; i maltracteu-nos, no ens venjarem?" La darrera línia pronunciada per Chang abans de ser obliterada pel foc de torpedes s'aixeca del famós soliloqui de Hamlet: "ser, o no ser...":8 Inicialment Flinn no estava segur de les nombroses cites clàssiques, però quan es va contractar Plummer, Meyer va afegir-ne més amb entusiasme. Va dir: "Si és pretensiós o no, crec que depèn de com s'utilitzi. […] No estic del tot d'acord amb fer servir massa coses d'aquest tipus, però un cop aconsegueixes Plummer, de sobte funciona.":51
A més de Shakespeare, el guió de Meyer inclou referències a Arthur Conan Doyle. "El joc està en marxa", original de l' Enric V de Shakespeare, és parlat per Sherlock Holmes al Dr. Watson en una història breu de Doyle. Mentre la tripulació de l' "Enterprise" treballa per identificar els assassins de Gorkon, el capità en funcions Spock invoca "un avantpassat meu" que va sostenir que quan s'elimina l'impossible, el que queda ha de ser cert, per molt poc probable que sigui. Aquesta afirmació la va fer Holmes en diverses obres de Doyle; Meyer també ha escrit novel·les de Holmes i n'ha reconegut el vincle.
L'associació del general Chang amb la política de l'Acord de Múnic que va implicar un intent d'apaivagament de l'Alemanya nazi apareix dues vegades a la pel·lícula. El primer és amb Chang amb altres oficials klingons en un sopar amb Kirk i oficials de la Federació, on Chang declara que l'Imperi Klíngon necessita "lloc per respirar", a la qual Kirk respon imitant la cita anterior de Hamlet de Spock, dient que la referència de Chang és "La Terra, Hitler, 1938". Més tard, quan Kirk s'enfronta a la nau de guerra de Chang, Chang es burla de l'històric primer ministre britànic Neville Chamberlain que va intentar apaivagar Hitler; amb Chang dient que "no hi haurà pau en el nostre temps".
Un dels temes principals de la pel·lícula és el canvi i la resposta de la gent a aquest canvi. Meyer considerava Valeris i Chang "persones espantades, que tenen por del canvi", que s'aferren a les antigues maneres malgrat el món canviant. Esperava que la ficció d'una història d'esdeveniments actuals permetés una mirada objectiva als problemes, en lloc de quedar encegat pels prejudicis. Al començament de la pel·lícula, Kirk opera sota un prejudici semblant, anomenant els klíngons "animals" i posant-lo en desacord amb Spock. El vulcanià veu la iniciativa de pau de Gorkon com a lògica, responent al canvi sobtat de l'statu quo d'una manera recopilada; fins i tot obre el diàleg de pau a instàncies del seu pare. Kirk, per la seva banda, està disposat a "deixar-los morir (els klíngons)", no disposat a escoltar les paraules de Spock a causa dels seus prejudicis. Kirk experimenta una transformació a través de la pel·lícula per mitjà del seu empresonament; en adonar-se que el seu odi està superat, permet una neteja que li restitueix el seu fill d'alguna manera.
Tot i que Star Trek en general presenta poques referències obertes a la religió, hi ha un clar reconeixement que és necessari deixar de banda les ferides del passat per a la pau, similar al concepte de xalom en el judaisme. Shatner va lamentar que l'angoixa d'en Kirk per ser obsolet es va minimitzar a la impressió final. Una escena on Spock li pregunta a Kirk si s'han fet tan vells i inflexibles que han sobreviscut a la seva utilitat tenia dos significats: era tant Nimoy que li preguntava a Shatner com als seus personatges.

## Recepció

### Llançament
The Undiscovered Country es va estrenar a Amèrica del Nord el 6 de desembre de 1991. La pel·lícula estava prevista inicialment per a l'estrena una setmana més tard, el 13 de desembre. Per promocionar la pel·lícula i el 25è aniversari de Star Trek, Paramount va realitzar projeccions marató de les cinc pel·lícules anteriors a 44 ciutats selectes dels Estats Units i el Canadà. Les projeccions de 12 hores incloïen imatges de The Undiscovered Country. El dia abans de l'estrena de la pel·lícula, el repartiment principal va ser incorporat al Grauman's Chinese Theatre, i va signar els seus noms a Hollywood Boulevard.:310 Nimoy, que abans havia demanat 1 milió de dòlars per un cameo a La nova generació, va aparèixer a l'episodi de dues parts "Unificació" que es va emetre durant el novembre de 1991 per augmentar l'interès pel llargmetratge.:51 Les cinc pel·lícules anteriors es van estrenar en caixes de col·leccionisys amb un nou embalatge; als minoristes se'ls va oferir l'oportunitat de fotografiar les seves instal·lacions comercials per tenir l'oportunitat de guanyar una visita pagada pel plató de La nova generació i entrades per a una projecció anticipada de The Undiscovered Country.
Roddenberry no va viure per veure l'estrena de la pel·lícula, va morir d'insuficiència cardíaca el 24 d'octubre de 1991. Abans de l'estrena de la pel·lícula va veure una versió gairebé final de The Undiscovered Country, i segons el productor de la pel·lícula i el biògraf de Kelley, va aprovar una versió final de la pel·lícula.:308 Per contra, les memòries de Shatner i Nimoy informen que després de la projecció va trucar al seu advocat i va demanar que es tallessin una quarta part de les escenes; els productors es van negar, i en 48 hores va morir. Paramount va considerar invertir prop de 240.000 dòlars per enviar les cendres de Roddenberry a l'espai, un moviment que va comptar amb el suport dels fans, però va decidir no fer-ho; les seves restes arribarien a l'espai juntament amb les de 22 més el 1997. L'obertura de la pel·lícula va incloure una nota a la memòria de Roddenberry; a les primeres projeccions, la multitud de fans de Star Trek va aplaudir força.:590 Tot i que els productors havien començat a treballar en la pel·lícula anticipant-la com l'última pel·lícula, a l'estrena era obvi que la pel·lícula guanyaria diners i que aviat es produiria un Star Trek VII.:54 El repartiment estava dividit per la possibilitat d'una seqüela; Shatner, Nimoy i Kelley van dir que la pel·lícula seria la seva última, mentre que el repartiment de suport va fer pressions per a una altra pel·lícula. El consens era que la pròxima pel·lícula la protagonitzés el repartiment de La nova generació. La setena pel·lícula de Star Trek, Star Trek: Generations (1994), combinaria els repartiments antic i nou.
The Undiscovered Country es va estrenar a 1.804 sales d'Amèrica del Nord i va recaptar 18.162.837 dòlars en el seu primer cap de setmana; la projecció va ser un rècord per a la sèrie de pel·lícules i va ser la pel·lícula més taquillera del cap de setmana. La pel·lícula va recaptar 74.888.996 dòlars a Amèrica del Nord, per un total de 96.888.996 dòlars a tot el món. La bona projecció de The Undiscovered Country va ser un dels grans èxits de 1991, un any en què la indústria cinematogràfica va experimentar uns resultats generals de taquilla decebedors. La pel·lícula va ser nominada a les categories d'edició d'efectes de so i maquillatge als Premis Oscar de 1991. La pel·lícula va guanyar un Premi Saturn a la millor pel·lícula de ciència-ficció, convertint-se en l'única pel·lícula de Star Trek que va guanyar el premi. La novel·lització de la pel·lícula de J.M. Dillard va ser un èxit comercial, arribant a la llista de best-sellers del mercat massiu de llibres de butxaca Publishers Weekly..

### Resposta crítica
The Undiscovered Country va rebre una acollida molt més amable per part dels crítics i del públic que L'última frontera.:59 Els crítics van aprovar la barreja d'humor i aventures a la pel·lícula. El públic enquestat per CinemaScore va donar a la pel·lícula una qualificació "A−" en una escala d'A a F.
El Herald Sun va informar que "els que van trobar L'última frontera pesada per la gravetat emocional i l'espiritisme exagerat [van donar la benvinguda] a la següent amb el seu suspens, acció i bon humor subtil". El diàleg i les bromes es van considerar aspectes positius i definitoris de la pel·lícula. Janet Maslin de The New York Times va dir que "Star Trek VI és definitivament colorida, però encara més del seu color prové de la conversa, que pot prendre alguns girs divertits." El crític Hal Hinson va comentar que Meyer "[és] capaç d'enviar el seu material sense abaratir-lo ni pertorbar la nostra creença en la realitat del seu fil", i va qualificar els one-liners com una part orgànica de l'"esperit bromista i irònic de la pel·lícula". Susan Wloszczyna d' USA Today va dir que amb la direcció de Meyer, "aquesta darrera missió ho fa gairebé tot bé, des de l'asentiment al difunt creador Gene Roddenberry fins a les bromes sobre el doble de Kirk com un imant extraterrestre."
L'actuació del repartiment principal va tenir una acollida contradictòria. Lloyd Miller del St. Petersburg Times va dir que els personatges "tornen als seus papers originals amb un vigor i un enginy que no s'havien vist en capítols anteriors de la sèrie de pel·lícules". Rob Salem de The Toronto Star va dir de broma que encara que els actors semblaven ximples de vegades, això va ser un benefici; "a mesura que la seva capacitat d'acció ha disminuït, els seus talents còmics han florit […] tots s'han convertit en mestres de l'autoparòdia autocrítica." Matthew Gilbert de The Boston Globe va qualificar les actuacions dels actors de "fotocòpies" de pel·lícules anteriors: "Shatner i Nimoy són respectables, però no tenen energia. No hi ha cap altre lloc on anar amb els seus papers, i ho saben. DeForest Kelley està estranyament fora d'ell." Les representacions de Plummer i Warner dels seus personatges klíngons van tenir una bona acollida; Maslin va comentar que "sempre que un actor hàbil […] aconsegueix sortir de darrere de tot aquest [maquillatge] amb la seva personalitat intacta, és un èxit notable." Els altres personatges secundaris van rebre elogis similars; H. J. Kirchhoff, escrivint per a The Globe and Mail, va dir que les estrelles convidades es van unir a la "diversió en família" de la pel·lícula com a "bons i dolents alegres, exòtics i colorits". Una crítica retrospectiva de Cinefantastique va considerar que la pel·lícula tenia les millors estrelles convidades mai reunides per a una pel·lícula Star Trek.
L'al·legoria de la Guerra Freda i els aspectes whodunit de la pel·lícula van ser rebuts menys positivament. Mary Boson, del Sydney Morning Herald, va considerar oportunes les comparacions amb situacions del món real i va elogiar la trama per explorar les reaccions d'aquells que s'han investit en una vida de bel·ligerància. David Sterritt de The Christian Science Monitor va considerar que la pel·lícula s'allunyava de la intrigant premissa de l'al·legoria de la Guerra Freda a resultats insatisfactoris. En lloc de mantenir el suspens, Gary Arnold de The Washington Times va assenyalar que la trama lateral de Rura Penthe oferia "una distracció escènica sense contribuir de manera significativa a la crisi de la gent gran […] El crim en si té un aspecte prometedor d' 'habitació tancada' que mai s'elabora adequadament […] Espereu una solució intel·ligentment fabricada". Arnold va pensar que, en comptes de desenvolupar aquest misteri, els cineastes van desactivar el potencial de suspens en abandonar la recerca de l' Enterprise. Brian Lowry de Variety sentia que Rura Penthe arrossegava el ritme de la pel·lícula, i que Meyer va prestar tanta atenció a les línies que hi va haver una manca de tensió a la pel·lícula, una queixa de la qual es va fer ressò John Hartl de The Seattle Times.
Els efectes especials van ser elogiats i criticats alternativament; USA Today els va anomenar "només útils", tot i que la revisió de Wloszczyna per al diari va dir que la seqüència d'assassinat del klíngon va ser "enlluernadora", amb "sang fúcsia vessada a taques d'estil dalinià". Desson Howe, escrivint per a la secció de cap de setmana de The Washington Post, va dir que "la sang vessada dels klíngons flota a l'aire en glòbuls violacis estranyament bells; és el Sam Peckinpah de l'era espacial". Maslin va considerar alguns efectes llampants, però va apreciar la incansabilitat dels cineastes "en intentar que els seus personatges d'un altre món semblin estranys".
L'agregador de ressenyes Rotten Tomatoes va informar d'una puntuació d'aprovació del 83% basada en 59 ressenyes, amb una puntuació mitjana de 6,85/10. El consens dels crítics del lloc diu: "The Undiscovered Country és una forta entrega cinematogràfica per a la tripulació original de Trek, amb unes imatges excepcionals i una trama de misteri intrigant i basada en personatges."

## Mitjans domèstics
The Undiscovered Country es va publicar en VHS i en formats de pantalla panoràmica i pantalla completa en Laserdisc el juny de 1992; l'estrena va afegir uns quants minuts de nou metratge a la pel·lícula. A causa d'una tendència en les vendes i lloguer de vídeos en supermercats, Paramount va oferir descomptes per al llançament del vídeo domèstic de The Undiscovered Country a través de caixes de Frosted Mini-Wheats de Kellogg's. La versió Laserdisc de la pel·lícula va ser el desè vídeo més venut durant l'any 1992. La versió en vídeo casolà es va publicar més tard per al debut en DVD de la pel·lícula el 1999.
Igual que amb les altres nou pel·lícules de Star Trek, The Undiscovered Country es va tornar a estrenar en DVD com a edició especial el 2004. Meyer, que va declarar que no li agradaven les versions del director, tanmateix, va trobar "un parell de moments que vaig pensar que no estaven clars", i els va tornar a editar com a "De sobte els vaig deixar clars".  Entre els elements afegits per al vídeo domèstic hi havia una reunió informativa amb el president de la Federació on l'almirall Cartwright i el coronel West van presentar el seu pla per rescatar Kirk i McCoy, i una escena on Spock i Scott inspeccionen els torpedes. Alguns plans van ser reordenats o substituïts, amb plans gran angular substituint els angles propers i viceversa. Les característiques especials incloïen una pista de comentaris amb Meyer i Flinn, llargmetratges que detallaven els efectes especials, la producció i la inspiració històrica de la pel·lícula, i un homenatge a l'actor DeForest Kelley.
El tall teatral original de la pel·lícula es va estrenar a Blu-ray Disc el maig de 2009 per coincidir amb la nova pel·lícula Star Trek, juntament amb les altres cinc pel·lícules amb la tripulació original a Star Trek: Original Motion Picture Collection. The Undiscovered Country va ser remasteritzada en 1080p alta definició a partir de la transferència de DVD de 1999. La pel·lícula, com les altres del plató, inclou àudio 7.1 Dolby TrueHD. El disc conté una nova pista de comentaris dels veterans guionistes de Star Trek Larry Nemecek i Ira Steven Behr. El 2022 es va estrenar un llançament 4K UHD amb les dues versions de la pel·lícula.